# رايح العطية
الحاج رايح بن عطية بن غضبان الحميداوي هو سياسي عراقي شغل مناصب وزارية في العهد الملكي في العراق، كذلك كان رئيس قبيلة الحميدات ومن زعماء الفرات الأوسط البارزين.
ولد في مدينة الشامية سنة 1890 أو 1891 وتوفي عام 1970. وهو والد الفنان زهير العطية والأستاذ الدكتور غسان العطية.
كان أحد قادة ثورة العشرين. كما سافر إلى مكة مع فريق من قادة الثورة والتقوا الشريف الحسين بن علي واتفقوا على أن يكون ولده الأمير فيصل ملكا على العراق.
عارض معاهدة عام 1922 مع بريطانيا، وانتخب عضوا في المجلس التاسيسي الذي وضع القانون الأساسي سنة 1925.
كما انتخب نائبا في مجلس النواب العراقي عن لواء الديوانية ولعدة دورات (الدورة الرابعة 1933-1934 والدورة الخامسة 1934-1935 والدورة السابعة 1937 والدورة الثامنة 1938-1939 والدورة التاسعة 1939) ثم عين عضوا في مجلس الأعيان سنة 1944.
شغل منصب وزير الزراعة في وزارة نور الدين محمود (23 تشرين الثاني 1952 - 29 كانون الثاني 1953) وشغل منصب وزير بلا وزارة في وزارة نوري السعيد الرابعة عشر (2 آذار 1958 -19 أيار 1958).

## كتب عنه
- الشاعر عبود الكرخي قصيدة عدد فيها فضائله نشرت سنة 1940
- كتب عنه الشيخ جمال رايح العطية كتاب: «الشيخ رايح العطية 1891-1970.. سيرة واعوام»
- كتاب: «الملكية في العراق: من ثورة العشرين حتى انقلاب 1958: سيرة الشيخ رايح العطية رئيس عشيرة الحميدات الثائر والسياسي الوطني» للأستاذ عبد الكريم حسان خضير